# Rosso (Mauritania)
Rosso (روصو in Arabo) è una città della Mauritania, capoluogo della regione di Trarza. È situata sulla sponda destra del fiume Senegal che segna il confine con il Senegal.

## Geografia
La città si trova sulla sponda destra del fiume Senegal a circa 220 km dalla capitale Nouakchott. È un importante porto fluviale e mercato agricolo (gomma arabica).

## Storia

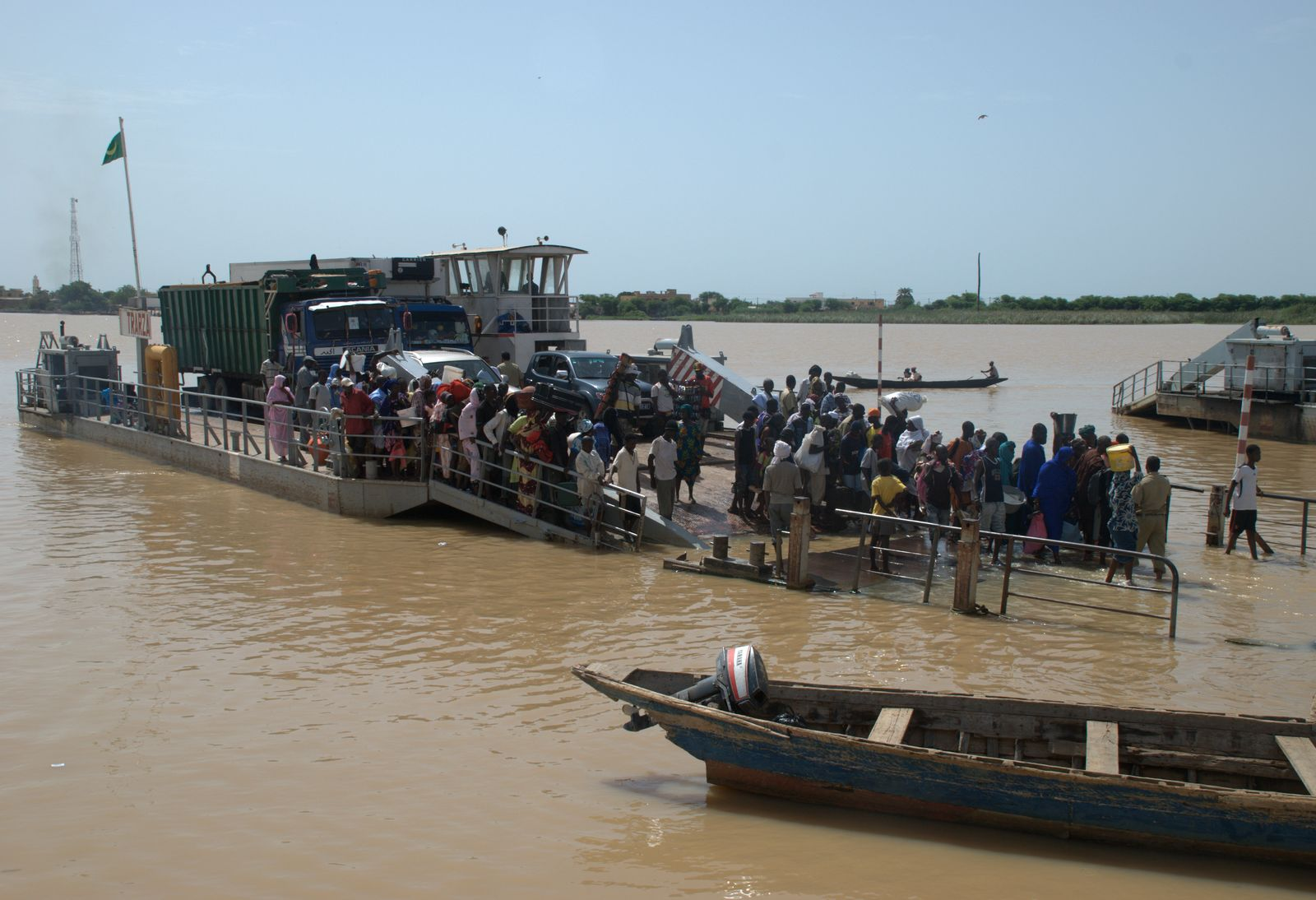
Il traghetto sul fiume Senegal a Rosso.

Rosso era un tempo la capitale dell'Emirato di Trarza, uno Stato saharawi precoloniale.
Sotto il dominio coloniale francese, durante la quale Rosso divenne un centro del commercio della gomma arabica, gli odierni Senegal e Mauritania erano amministrati come un'unica entità. Con l'indipendenza dei paesi però, la nuova frontiera fu tracciata proprio lungo il fiume Senegal, dividendo così in due la cittadina. Il presidente mauritano Moktar Ould Daddah valutò l'ipotesi di scegliere questa cittadina come capitale della nuova nazione, ma trovandola troppo intrisa di influenze coloniali e preferì creare una capitale de novo: fu così che nacque Nouakchott. Rosso fu quindi completamente trascurata. Nessuno dei governi che si sono succeduti dopo l'indipendenza ha fatto della rinascita della città una priorità.
Nel 1986 la città è stata elevata al rango di comune urbano.

## Economia
Rosso è un punto di passaggio obbligato sulla strada tra Nouakchott e Dakar per la presenza del traghetto sul fiume Senegal. Dal punto di vista economico la città ne ha beneficiato, ma le sue fortune dipendono molto dallo stato delle relazioni tra i due Paesi. Dal 1990 al 1992 il valico di frontiera è stato chiuso, a causa della guerra di confine tra Mauritania e Senegal, e si sono verificati ripetuti movimenti di rifugiati in entrambe le direzioni attraverso la città.